# Xavier Le Juge de Segrais
Xavier Le Juge de Segrais (1871-1954) est un écrivain français.

## Œuvres
- Vingt contes en patois mauricien : Imités des Fables de La Fontaine (1939).
- Une nouvelle profession : héritier (1952), prix Lange de l’Académie française.
- Vingt nouveaux contes en patois mauricien : Imités des Fables de La Fontaine (1952).
- Quarante zolies zistoires missié Lafontaine (1976).